# Kedjetjärnarna
Kedjetjärnarna är en sjö i Örnsköldsviks kommun i Ångermanland och ingår i Ångermanälvens huvudavrinningsområde. Sjöns area är 0,013 kvadratkilometer och den är belägen 291 meter över havet.